# 辛于镛
辛于镛（？—？），字芙洲，山东汶上人，清朝政治人物。

## 生平
咸豐二年（1852年）壬子恩科进士。咸丰五年（1855年）接替黄芳，任宝山县知县一职，咸丰七年（1857年）由张熙接任。